# Septin-9-Test
Der Septin-9-Test ist ein Blutuntersuchung zur Darmkrebs-Früherkennung. Er beruht auf den Nachweis von methyliertem Septin-9.

## Verfahren
Es ist bekannt, dass Tumore die DNA-Methylierung verändern und damit die Expression von Genen beeinflussen. Septin-9 ist ein solches Gen, das beim Darmkrebs verstärkt methyliert ist. Aus einer Blutprobe eines Patienten kann man die DNA isolieren. Nach Bisulfitbehandlung ist es möglich entweder die DNA direkt zu sequenzieren, oder die Zielsequenz mittels real time PCR nachzuweisen. Der Septin-9-Test ist seit Oktober 2009 auch kommerziell erhältlich. Die Kosten werden zurzeit nicht durch die gesetzlichen Krankenkassen übernommen.

## Vergleich mit anderen Vorsorgemethoden
Die Wahrscheinlichkeit, einen vorhandenen Darmkrebs richtig anzuzeigen (Sensitivität), wird für den Septin-9-Test mit ca. 70 % angegeben (Gebrauchsanweisung des CE-gekennzeichneten Tests). Damit ist er besser als die Stuhluntersuchung auf okkultes Blut (gFOBT), die einen Darmkrebs nur in 20–40 % der Fälle findet. Besser ist eine spezielle Computertomographie des Dickdarms, die eine Sensitivität von ca. 65 % hat. Die genaueste Untersuchung bleibt die Darmspiegelung, die über 95 % der Karzinome im Darm findet.
Die Spezifität des Septin-9-Tests beträgt 90 %, im Gegensatz zum gFOBT mit ca. 95 % Spezifität.